# نبرد بوئوتی
جنگ بوئوتی در سال ۳۷۸ قبل از میلاد در نتیجه شورش شهر تبس علیه دولت پلوپونزی اسپارت آغاز شد. این جنگ باعث شد که تبس در جهان یونان قدرتمندتر و با نفوذتر گردد اگرچه در پایان جنگ، بزرگ‌ترین رهبران شهر تبس، پلوپیداس و اپامینونداس، هر دو کشته شدند و پس از آن نیز قدرت تبس نسبت به قبل رو به زوال نهاد و امکان گسترش مقدونیه در سرزمین‌های یونانی را فراهم کرد.

## پس زمینه
پس از پایان جنگ کورینت، که باعث شد بسیاری از متحدان اسپارتی معاهدات خود را با این حکومت لغو کنند، در نتیجه اسپارت‌ها که موضع خود را تضعیف شده می دیدیدند، شروع به بازسازی هژمونی خود در منطقه کردند و در ادامه سردمداران اسپارتی، بسیاری از متحدان سابق خود را مجازات نمودند. در سال ۳۸۵ قبل از میلاد اسپارت به بهانه اینکه مانتینه تعهدات مقابل خود را نسبت به اسپارت انجام نداده است به این شهر یورش برد. وقتی اسپارتی‌ها شهر را تسخیر کردند، شهر را به شکل قبلی آن بازگرداندند و به چهار شهرک تقسیم نمودند. رفته رفته در نواحی شمالی شهر اولنتوس قدرت گرفت و شرایط توافق شده در پایان جنگ کورینت را زیر پا گذاشت. به همین دلیل اسپارت‌ها لشکری را برای انتقام به فرماندهی فویبیداس به سوی شهر فرستاد. هنگامی که ارتش در حدود ۳۸۳ یا ۳۸۲ قبل از میلاد در بوئوتیا بود، لئونتیادس، که رهبر حزب الیگارشی در تبس بود، از فیبیداس خواست تا ارگ تبس را اشغال کند، چرا که لئونتیادس نیز از طرف حزب دموکرات احساس خطر می‌کرد. سیستم حکومتی اسپارت شهنشاهی بود و بنابراین از دولت‌های الیگارشی در سایر شهرهای یونان حمایت می‌کردند. به همین دلیل فوبیداس موافقت کرد و شهر را اشغال نمود و عملاً کنترل تبس را در دست گرفت.
پس از تصرف ارگ تبس توسط اسپارت‌ها، پلوپیداس و دیگر دموکرات‌های برجسته تبایی به دولت شهر آتن گریختند، جایی که پلوپیداس رهبری توطئه ای را برای آزادسازی تبس به عهده گرفت. در سال ۳۷۹ قبل از میلاد، حزب دموکرات مخالفان سیاسی اصلی خود را در تبس (اعضای حزب اشرافی که از اسپارت‌ها حمایت می‌کرد) غافلگیر کرد و قتل‌عام نمود و مردم را علیه پادگان اسپارتی شوراند.